# Heßlar (Felsberg)
Heßlar ist einer von 16 Stadtteilen der Stadt Felsberg im nordhessischen Schwalm-Eder-Kreis.

## Geschichte
Die älteste bekannte Erwähnung von Heßlar erfolgte im Jahr 1061 unter dem Namen „Haselare“ in einer Urkunde der Reichsabtei Fulda.
In historischen Dokumenten ist der Ort unter folgenden Ortsnamen belegt (in Klammern das Jahr der Erwähnung): Haselare (1061), Heslere (1295), Heseler (1351), Hesseler (1403), Heysseler (1493), Hesslar (1926), und schließlich Heßlar.
Zum 1. Februar 1971 wurde die Gemeinde Heßlar im Zuge der Gebietsreform in Hessen auf freiwilliger Basis in die Gemeinde Gensungen eingemeindet. Diese Gemeinde kam zum 1. Januar 1974 kraft Landesgesetz zur Stadt Felsberg, wo Heßlar als Stadtteil eingegliedert wurde.
Für Heßlar wurde, wie für alle eingegliederten ehemals eigenständigen Gemeinden von Felsberg, ein Ortsbezirk  mit Ortsbeirat und Ortsvorsteher nach der Hessischen Gemeindeordnung gebildet.

## Bevölkerung
Einwohnerstruktur 2011
Nach den Erhebungen des Zensus 2011 lebten am Stichtag, dem 9. Mai 2011, in Heßlar 315 Einwohner. Darunter waren 18 (5,7 %) Ausländer.
Nach dem Lebensalter waren 42 Einwohner unter 18 Jahren, 117 zwischen 18 und 49, 75 zwischen 50 und 64 und 81 Einwohner waren älter.
Die Einwohner lebten in 138 Haushalten. Davon waren 33 Singlehaushalte, 51 Paare ohne Kinder und 39 Paare mit Kindern, sowie 12 Alleinerziehende und 3 Wohngemeinschaften. In 33 Haushalten lebten ausschließlich Senioren und in 81 Haushaltungen lebten keine Senioren.
Einwohnerentwicklung
- 1585: 25 Haushaltungen[2]
- 1747: 27 Haushaltungen[2]

| Heßlar: Einwohnerzahlen von 1834 bis 2020 | Heßlar: Einwohnerzahlen von 1834 bis 2020 | Heßlar: Einwohnerzahlen von 1834 bis 2020 | Heßlar: Einwohnerzahlen von 1834 bis 2020 | Heßlar: Einwohnerzahlen von 1834 bis 2020 |
| --- | ----------------------------------------- | ----------------------------------------- | ----------------------------------------- | ----------------------------------------- |
| Jahr |                                           |                                           |                                           | Einwohner                                 |
| 1834 | 1834                                      |                                           | 248                                       | 248                                       |
| 1840 | 1840                                      |                                           | 270                                       | 270                                       |
| 1846 | 1846                                      |                                           | 273                                       | 273                                       |
| 1852 | 1852                                      |                                           | 262                                       | 262                                       |
| 1858 | 1858                                      |                                           | 277                                       | 277                                       |
| 1864 | 1864                                      |                                           | 311                                       | 311                                       |
| 1871 | 1871                                      |                                           | 359                                       | 359                                       |
| 1875 | 1875                                      |                                           | 324                                       | 324                                       |
| 1885 | 1885                                      |                                           | 304                                       | 304                                       |
| 1895 | 1895                                      |                                           | 316                                       | 316                                       |
| 1905 | 1905                                      |                                           | 330                                       | 330                                       |
| 1910 | 1910                                      |                                           | 306                                       | 306                                       |
| 1925 | 1925                                      |                                           | 290                                       | 290                                       |
| 1939 | 1939                                      |                                           | 275                                       | 275                                       |
| 1946 | 1946                                      |                                           | 446                                       | 446                                       |
| 1950 | 1950                                      |                                           | 430                                       | 430                                       |
| 1956 | 1956                                      |                                           | 336                                       | 336                                       |
| 1961 | 1961                                      |                                           | 305                                       | 305                                       |
| 1967 | 1967                                      |                                           | 324                                       | 324                                       |
| 1980 | 1980                                      |                                           | ?                                         | ?                                         |
| 1990 | 1990                                      |                                           | ?                                         | ?                                         |
| 2000 | 2000                                      |                                           | ?                                         | ?                                         |
| 2007 | 2007                                      |                                           | 320                                       | 320                                       |
| 2011 | 2011                                      |                                           | 315                                       | 315                                       |
| 2014 | 2014                                      |                                           | 305                                       | 305                                       |
| 2020 | 2020                                      |                                           | 323                                       | 323                                       |
| Datenquelle: Historisches Gemeindeverzeichnis für Hessen: Die Bevölkerung der Gemeinden 1834 bis 1967. Wiesbaden: Hessisches Statistisches Landesamt, 1968. Weitere Quellen: Stadt Felsberg:; Zensus 2011 |                                           |                                           |                                           |                                           |

Historische Religionszugehörigkeit
| • 1885: | 304 evangelische (= 100 %) Einwohner                               |
| • 1961: | 253 evangelische (= 82,65 %), 45 katholische (= 14,75 %) Einwohner |

## Politik
Für Heßlar besteht ein Ortsbezirk (Gebiete der ehemaligen Gemeinde Heßlar) mit Ortsbeirat und Ortsvorsteher nach der Hessischen Gemeindeordnung.
Der Ortsbeirat besteht aus fünf Mitgliedern. Bei den Kommunalwahlen in Hessen 2021 betrug die Wahlbeteiligung zum Ortsbeirat 63,31 %. Alle Kandidaten gehörten der „Gemeinschaftsliste Heßlar“ an. Der Ortsbeirat wählte Sven Wagner zum Ortsvorsteher.

## Vereine
- Heimatmuseum des Trachtenvereins